# 萩原忠
萩原 忠（はぎわら ただし、1931年 - ）は、日本の実業家、発明家。ハジー技研株式会社代表取締役、株式会社インターホールディングス名誉会長

## 人物・経歴
1931年、山梨県甲府市生まれ。山梨県立甲府中学校（現・甲府第一高等学校）卒業。
立教大学卒業後、金門製作所（ガス、水道メーターの専門メーカーであるに就職。流体制御技術を習得し、LPG小型ガスメーター、高層ビル用流量測定メーターを開発、発明して高い評価を得る。
1962年、アメリカ（DYNAMIC ECOLOGY社）に招聘され、NASAアポロ計画に参加。 油圧機器の劣化防止装置の開発を担当。以降、製鉄、鉄鉱、石油、電力、化学、原子力、鉄道等すべての基幹産業における流体制御（濾過、分離、混合、劣化防止）の専門技術者として従事。
病気になったことをきっかけに、70歳を迎えた時、何か人のため、役立つ物はないかと考え、新しい容器の開発に着手する。
2001年、ハジー技研を設立。15年かけて飲食料を保存する真空容器を開発する。
ハジー技研の保存容器は、液体（水、酒、調味料）・固体（米、豆、粉）などが電気なしで1年以上新鮮なまま劣化しないで保存できることから、日本国内だけでなく、特にカンボジアやアフリカ諸国などの発展途上国向けの技術としても注目を集め、世界で役立つ画期的な製品であると期待される。その内容は、2017年にテレビ東京のガイアの夜明けでも放送された。
萩原は、約493件特許取得を成す日本を代表する発明家の一人である。

## 主な技術開発歴
- 東海村原子力発電所（周辺油圧制御装置）
- 日本石油喜入基地（原油受入れ連続濾過装置）
- ナショナル、プロジェクト（電源開発）（石炭液化連続、分離、濾過装置）
- 日本、米国、仏国、3国合同開発（下水前処理自動高速除塵機）（世界255都市）

## 主な受賞歴
- 1972年　科学技術庁発明実施奨励金交付
- 1973年　発明協会奨励金受賞
- 1974年　(日本)科学プラントショウCP賞受賞
- 1975年　科学技術庁長官賞受賞
- 1978年　アメリカ全米公害防止ショウ（ミルウォーキー）出品 受賞
- 2004年　防衛庁からの依頼によるイラク、サマワに持ち込む真空携帯水筒の開発製造